# Jules Violle
Louis Jules Gabriel Violle (Langres, 16 november 1841 – Fixin, 12 september 1923) was een Frans natuurkundige en uitvinder.

## Biografie
Violle kwam uit een familie van wiskundigen. Reeds zijn grootvader, Bernard Violle, hield zich bezig met rekenkundige raadsels en zijn vader was wiskundeleraar aan het Collège de Langres. Na het voltooien van zijn voorgezette opleiding ging hij studeren aan de École normale supérieure (ENS) in Parijs. Hier sloot hij in 1864 zijn studie natuurkunde af.
In datzelfde jaar werd hij leraar aan het gymnasium in Besancon en vanaf 1865 in Dijon. In 1870 disserteerde Violle op een proefschrift over mechanische warmte-equivalent. In 1872 werd Violle benoemd tot hoogleraar natuurkunde aan de faculté de Sciences in Grenoble. In 1879 stapte hij over naar de Universiteit van Lyon. In 1891 werd hij ten slotte hoogleraar aan het Conservatoire National des Arts et Métiers in Parijs. Tevens is hij een van de oprichters van het Institut d'optique théorique et appliquée en het École superieure d'optique.

## Werk
In Grenoble hield Violle zich bezig met onderzoek naar de intensiteit van zonnestralen, waaronder het bepalen van de zonneconstante op de Mont Blanc in 1875. In 1881 voerde hij op het Internationaal Elektriciteitscongres in Parijs een nieuwe eenheid voor de lichtintensiteit in, de Violle. Deze was gelijk aan de lichtsterkte uitgezonden door 1 cm² platina bij de smelttemperatuur. (Dit was de eerste eenheid van lichtintensiteit die niet afhankelijk was van de eigenschappen van een bepaald type lamp, maar buiten gebruik raakte door de candela, de huidige SI-eenheid) Daarnaast verbeterde bestaande en ontwikkelde nieuwe instrumenten voor het meten van zonnestraling (waaronder de Violle-actinometer) en bepaalde hij het smeltpunt van metalen als palladium, platina en iridium.

## Latere leven
Violle was lid van vele college en genootschappen, waaronder de Académie des sciences (1897) en de Royal Institution in Groot-Brittannië (1899) alsmede sedert 1907 van de Académie d'agriculture. Daarnaast was hij van 1906 tot 1908 voorzitter van de Société française de photografie. In 1915 kreeg hij de leiding over de Commission supérieure des inventions interessant la défense national (commissie van oorlog-interessante uitvindingen) gedurende en na de Eerste Wereldoorlog.